# Wild Cherry
Wild Cherry foi uma banda norte-americana de funk rock. O grupo é mais conhecido pelo grande sucesso da canção Play That Funky Music, de 1976.

## História
O futuro guitarrista e vocalista do Wild Cherry, Rob Parissi fundou a banda em 1970, na cidade de Steubenville, Ohio. O nome do grupo foi inspirado na fragrância de pastilhas para tosse (quando Rob se recuperava em uma breve passagem hospitalar).
Influenciada por grupos com The Yardbirds e Sly & the Family Stone, o grupo se apresentava nas proximidades de Pittsburgh, Pensilvânia. Inicialmente, a banda assinou um contrato com a gravadora Brown Bag. Sem jamais lançar álbuns pelo selo, Rob rescindiu o contrato em 1975 e reformulou a banda. Já em uma época dominada pela disco music, o Wild Cherry lançou o single "Play That Funky Music", que chamou a atenção da Epic Records. A canção se tornou um grande sucesso comercial e atingiu o topo das paradas R&B e pop da Billboard.
Mas a sorte do Wild Cherry terminou em 1977, com o lançamento do álbum Electrified Funk, que não produziu hits, assim como os LPs seguintes I Love My Music 1978 e Only the Wild Survive 1979. Com os seguidos fracassos, a banda se desfez no começo da década de 1980.

## Discografia

### Álbuns de estúdio
- Wild Cherry (1976)
- Electrified Funk (1977)
- I Love My Music (1978)
- Only the Wild Survive (1979)

### Coletâneas
- Play the Funk (2000)
- Super Hits (2002)